# San Luis FC
San Luis FC – meksykański klub piłkarski z siedzibą w mieście San Luis Potosí, w stanie San Luis Potosí. Funkcjonował w latach 1957–1961, 1970–1977 i 1993–2013 występując na pierwszym i drugim szczeblu rozgrywek – Liga MX i Ascenso MX. Domowe mecze rozgrywał na obiekcie Estadio Alfonso Lastras Ramírez.

## Historia
Klub San Luis założony został 23 września 1957 roku. W sezonie 1970/71 zespół wygrał drugą ligę i po raz pierwszy w swej historii awansował do najwyższej klasy rozgrywkowej w Meksyku (Primera División). Po trzech niezbyt udanych sezonach drużyna spadła do drugiej ligi w sezonie 1973/74. W sezonie 1975/76 San Luis ponownie zdobył mistrzostwo II ligi, pokonując w finale klub Club Celaya, co dało drugi w historii awans do I ligi. Kłopoty finansowe sprawiły, że po sezonie 1976/77 (w którym San Luis dotarł do ćwierćfinału play–off) klub sprzedał swoje miejsce w Primera División klubowi Tampico Madero. Klub San Luis zawiesił swoją działalność na dłuższy czas.
San Luis został reaktywowany w 1999 roku, a w 2001 drużynę zakupiła firma Televisa. Zespółstał się filią pierwszoligowego zespołu Club América. Wkrótce San Luis awansował do drugiej ligi, a w sezonie 2001/02 do pierwszej ligi. W pierwszej lidze jak za dawnych lat klub spisywał się przeciętnie i po słabym sezonie 2003/04 spadł do Primera A.
Po krótkiej absencji klub pod wodzą trenera Carlosa Reinoso wrócił do najwyższej klasy rozgrywkowej. W sezonie 2005/06 San Luis znalazł się w bardzo trudnej sytuacji i niewiele brakowało, by po roku gry w pierwszej lidze znów znalazł się w drugiej lidze. Klub szczęśliwie tego uniknął, zyskując sobie miano "Equipo de la Buena Suerte" ("Szczęśliwa Drużyna"). Od tego momentu firma Televisa posiadała w najwyższej lidze Meksyku trzy kluby – obok San Luis były to: América i Necaxa. Z tego powodu kluby te nazywane są "braćmi", przy czym San Luis z powodu znacznie mniejszych sukcesów na koncie zwany jest "młodszym bratem".
San Luis znany jest także ze swych gorących kibiców zwanych La Guerrilla, należących do najbardziej oddanych kibiców w Meksyku, wspierających swój klub bez względu na osiągane wyniki.
San Luis zajął 5 miejsce w Apertura 2007 oraz 4 miejsce w Clausura 2008 i zakwalifikował się do turnieju Copa Sudamericana 2008. W pierwszej rundzie San Luis wyeliminował ekwadorski klub Deportivo Quito, wygrywając u siebie 3:1 i przegrywając wyjazdowy mecz 2:3. W następnej rundzie San Luis trafił na groźniejszego rywala – argentyński zespół Argentinos Juniors. U siebie drużyna meksykańska wygrała 2:1, jednak w Buenos Aires przegrała 0:2 i zakończyła swój pierwszy występ w południowoamerykańskich pucharach.
W maju 2013 klub został rozwiązany – przeniósł się do miasta Tuxtla Gutiérrez, zmieniając nazwę na Chiapas FC. Jego następcą został Atlético San Luis.

## Osiągnięcia

### Krajowe
- Primera División de México
  - Drugie miejsce (1x): Clausura 2006
- Segunda División/Primera A
  - Zwycięstwo (4x): 1971, 1976, Verano 2002, Apertura 2004
  - Drugie miejsce (1x): Invierno 2001